# Pada Suka
Pada Suka is een bestuurslaag in het regentschap Sumbawa van de provincie West-Nusa Tenggara, Indonesië. Pada Suka telt 3974 inwoners (volkstelling 2010).